# Geunteng (Meurah Dua)
Geunteng is een bestuurslaag in het regentschap Pidie Jaya van de provincie Atjeh, Indonesië. Geunteng telt 564 inwoners (volkstelling 2010).